# Cotana unicolor
Cotana unicolor är en fjärilsart som beskrevs av Rothschild 1932. Cotana unicolor ingår i släktet Cotana och familjen Eupterotidae. Inga underarter finns listade i Catalogue of Life.